# Grenzstein der königlichen Forstverwaltung (Ismaning)
Der denkmalgeschützte Grenzstein der königlichen Forstverwaltung befindet sich in der Isarau, zwischen Ismaning und Fischerhäuser und südlich vom Schörgenbach (Aktennummer D-1-84-130-24). Er wurde im 19. Jahrhundert errichtet und trägt die Buchstaben „KW“ als Abkürzung für „Königlicher Wald“.